# Байдарлы
Байдарлы  (азерб. Baydarlı)  — село и муниципалитет в Гахском районе, Азербайджана. Население — 395 человек (2009).

## История
Название происходит от тюркского племени байдаров.
Материалы посемейных списков на 1886 года показывают в Байдарло 42 дыма и 190 жителя, из которых 182 «татар» (40 дымов), под которыми следует понимать азербайджанцев, и 8 аварцев (2 дыма), причём все жители мусульмане-сунниты.
Село под названием Байдарло упоминается в Кавказском календаре от 1910 года как «татарское» (азербайджанское).
По Азербайджанской сельскохозяйственной переписи 1921 года Байдарло входило в Кипчахское сельское общество Закатальского уезда Азербайджанской ССР и имело 32 хозяйства, в которых проживали 148 человек, преимущественно «мугалы» (азербайджанцы).

## Известные уроженцы
- Мамед Мамедов — Герой Советского Союза[6]